# Scott McKenzie
Scott McKenzie (ur. jako Philip Wallach Blondheim 10 stycznia 1939 w Jacksonville w stanie Floryda, zm. 18 sierpnia 2012 w Los Angeles) – amerykański piosenkarz, najbardziej znany z piosenki "San Francisco (Be Sure to Wear Flowers in Your Hair)".

## Życiorys
Dorastał w Karolinie Północnej i w Wirginii, gdzie zaprzyjaźnił się z synem przyjaciół swojej matki, Johnem Philipsem. W połowie lat pięćdziesiątych śpiewał z Timem Rose’em w studenckim zespole The Singing Strings, a następnie z Phillipsem, Mikiem Boranem i Billem Clearym stworzyli zespół doo wop pod nazwą The Abstracts. W Nowym Jorku The Abstracts zmienił nazwę na The Smoothies i nagrał dwa single z Decca Records (Milt Gabler). W 1961 Phillips i McKenzie poznali Dicka Wiessmana i uformowali The Journeymen, razem, z którym nagrali trzy albumy dla Capitol Records.
Po rozpadzie The Journeymen w 1964, rozważali założenie grupy The Mamas & the Papas. McKenzie chciał wykonywać na własną rękę więc Phillips założył zespół ze swoją drugą żoną Michelle Phillips, Dennym Dohertym i Cass Elliot. Grupa wkrótce przeniosła się do Kalifornii. Dwa lata później McKenzie wyjechał z Nowego Jorku i śpiewał z Lou Adler’s Ode Records.
Na początku 1967 roku John Phillips napisał dla McKenziego piosenkę "San Francisco (Be Sure to Wear Flowers in Your Hair)", który została nagrana i wydana jako singiel w maju tego roku. McKenzie wykonywał utwór jako wokalista, Phillips grał na gitarze, a jego żona Michelle Phillips na dzwonkach. Wiosną i latem 1967 roku piosenka "San Francisco" zyskała popularność w radiostacjach w całych Stanach Zjednoczonych promując Festiwal w Monterey (16-18 czerwca 1967), który był najważniejszym wydarzeniem tzw. "lata miłości" (summer of love) w San Francisco. Odwołująca się do haseł rodzącego się wówczas ruchu hipisowskiego i ruchu Flower Power piosenka stała się przebojem nie tylko "lata miłości" '67 w Kalifornii, ale wraz z ruchem hipisowskim zyskała popularność na całym świecie.
W 1986 zaczął śpiewać w reaktywowanej grupie The Mamas & the Papas, a w 1988 pomagał w pisaniu hitu The Beach Boys "Kokomo" z Phillipsem, Mikiem Love’em i Terrym Melcherem. W 1998 odszedł z The Mamas and the Papas. W ostatnich latach życia mieszkał w Los Angeles.